# Мамедбейли, Рей Эльгиз оглы
Рей Эльгиз оглы Мамедбейли (азерб. Məmmədbəyli Rey Elgiz oğlu; 26 июля 1992, Баку, Азербайджан) — азербайджанский футболист, амплуа — нападающий.

## Биография
Рей Мамедбейли начал заниматься футболом в 1998 году, в возрасте 6 лет, в Баку, в детской футбольной школе «Нефтчи», под руководством опытного азербайджанского тренера Ислама Керимова. В дальнейшем, в течение трех лет обучался азам футбола в ФК «Карабах», где его наставником был Вагиф Пашаев.
В 2004 году вместе с семьей переехал на постоянное место жительства в бельгийский город Лёвен, где записался в местную футбольную школу и обучался в течение трех лет под руководством местного футбольного специалиста Яна Девита. Выступал за юношеские команды (до 13, 14 и 15 лет) клуба «Ауд-Хеверле Лёвен».
Отец футболиста Эльгиз Мамедбейли также был профессиональным футболистом и защищал цвета таких азербайджанских клубов, как «Кяпаз», «Карабах» и «Нефтчи».

## Клубная карьера

### Бельгия
Профессиональную карьеру футболиста начал в 2008 году, с выступления за юношеский состав (до 19 лет) клуба «Сент-Трюйден», из одноимённого бельгийского города. В 2009 году перешёл в клуб «Вольве Завентем», который выступал в третьей лиге бельгийского чемпионата.

### Азербайджан
В 2011 году, вернувшись в Азербайджан, подписал контракт с клубом азербайджанской Премьер-лиги «Габала», за дубль которого выступал в течение двух сезонов, забив при этом 32 гола за 56 игр.
В июле 2013 года Мамедбейли заключает двухлетний контракт с другим представителем высшего дивизиона, клубом «АЗАЛ» из города Баку, где выходит на поле в основном составе, под № 21.

## Сборная Азербайджана

### U-19
В ноябре 2009 года был приглашен в Баку на просмотр в юношескую сборную Азербайджана до 19 лет. С 18 по 25 июня 2010 года вновь участвовал в селекционных сборах юношеской сборной Азербайджана, проходивших в Сумгаите.

### U-21
17-летний Мамедбейли впервые был приглашен на просмотр в олимпийскую сборную со стороны главного тренера Бернхарда Липперта и принял участие на сборах команды, проходивших в ноябре 2009 года.